# Leymus duthiei
Espèce
Synonymes
- Hystrix duthiei (Stapf ex Hook.f.) Bor (1940)
- Asperella duthiei  Stapf ex Hook.f. (1896)

Leymus duthiei est une espèce de plantes de la famille des Poaceae.

## Liste des variétés
Selon World Checklist of Selected Plant Families (WCSP) (31 mars 2014) :
- variété Leymus duthiei var. duthiei
- variété Leymus duthiei var. japonicus (Hack.) C.Yen, J.L.Yang & B.R.Baum (2009)